# فاطمة زهرة جواد
فاطمة زهرة جواد (مواليد 12 يوليو 1988 ) هي لاعبة كرة طائرة جزائرية. كانت جزءًا من المنتخب الوطني الجزائري للكرة الطائرة.
شاركت في سباق الجائزة الكبرى العالمي 2013 FIVB للكرة الطائرة . على مستوى النادي لعبت مع MBBEJAIA في عام 2013.

## روابط خارجية
- الملف الشخصي في FIVB.org